# District de Can Lộc
Can Lộc est un district de la province de Hà Tĩnh dans la côte centrale du Nord au Viêt Nam. 

## Présentation
Le district a une superficie de 378 km2. 
Le chef-lieu du district est Nghèn.